# Chase Craig
Chase Craig, né, selon les sources, le 28 août ou le 29 octobre 1910 et mort le 2 décembre 2001, est un scénariste et rédacteur en chef de comics américain.

## Biographie
Chase Craig naît à Ennis dans l'état du Texas très probablement le 28 août 1910,, bien que certaine source donne le 29 octobre. Après des études d'art à Chicago, il travaille pour les studios d'animation Leon Schlesinger Productions et Walter Lantz Productions dans les années 1930. En collaboration avec  Carl Buettner Il crée ensuite les comic strips Hollywood Hams et Mortimer Snurd and Charlier McCarthy. En 1941, il est engagé par la Western Publishing et commence à dessiner les adaptations des dessins animés de la Schlesinger (Bugs Bunny et Daffy Duck entre autres) publiées par Dell Comics. Cette même année il crée le strip Odd Bodkins avec Fred Fox. Mais c'est surtout pour la Western qu'il travaille en passant du rôle de dessinateur à celui de scénariste. Il écrit alors de nombreuses histoires pour les comics Disney. Il devient par la suite rédacteur en chef pour ces comics publiés par Dell Comics puis par Gold Key Comics, filiale de la Western lorsque celle-ci cesse son partenariat avec Dell. À la Gold Key il est responsable des comics de Tarzan et Magnus Robot Fighter 4000 A.D.. À la fin des années 1970, Chase Craig quitte la Gold Key pour Marvel Comics où il scénarise les adaptations des dessins animés de la Hanna-Barbera Productions. En 1982, il reçoit un des Prix Inkpot. Il meurt le 2 décembre 2001.